# 馬德雷德迪奧斯區
馬德雷德迪奧斯區（西班牙語：Distrito de Madre de Dios），是秘魯的一個區，位於該國東南部馬德雷德迪奧斯大區的馬努省，始建於1912年12月26日，面積7,234.81平方公里，海拔高度240米，2005年人口5,605，人口密度每平方公里0.77人。